# Walter Fleming
Walter Alejandro Fleming Sánchez (Lima, 31 maggio 1949 – Lima, 5 giugno 2020) è stato un cestista peruviano.

## Carriera
Con il Perù ha disputato i Campionati mondiali del 1967.